# Milko Peko
Milko Peko (Split, 23. rujna 1963.) hrvatski strip autor, novinar, pisac kratkih priča, romanopisac i pjesnik

## Životopis
Rođen u Splitu, živi u Gradcu. Strip je zavolio od najranijeg djetinjstva. 
Novinarstvom se bavi od 1982. godine. Piše članke, reportaže i kolumne za brojne novine.
Književni opus čine mu zbirke kratkih priča i zbirke poezije, roman Let galebova, te Junakinje rata od Moreje i Argon Drvenički.
Stripu je pridonio kao autor scenarija, koje piše od 2011. godine. Također je veliki kolekcionar stripova. Autor 15 scenarija za strip albume te pet za kraće stripove. Album Neretljanski ratnik iz 2013. ilustrirao je crtač stripa Boris Talijančić, kao i album iz serijala Posljednja granica, te albume iz povijesnog serijala Ponos ratnika, Ljudevit i Vjetrovi zla, posvećen hrvatskom knezu Ljudevitu Posavskom. strip Trešnju mu je nacrtao Branko Ricov. Vladimir Davidenko ilustrirao mu je strip Jomar neustrašivi, Tajna bijele planine i Adrion. Crtač Darko Kreč nacrtao mu je strip album Cinco i Sonky, Mačka zvana Hana.
Sa sarajevskom strip revijom Bosonom surađuje kao novinar i autor strip serijala Pipun i Ajka sa Čardaka.
Početkom lipnja izlazi njegov prvi povijesni roman Grački boj, a promociju drugog povijesnog romana Argon Drvenički najavljuje za 29. rujna.